# Kambodžské královské letectvo

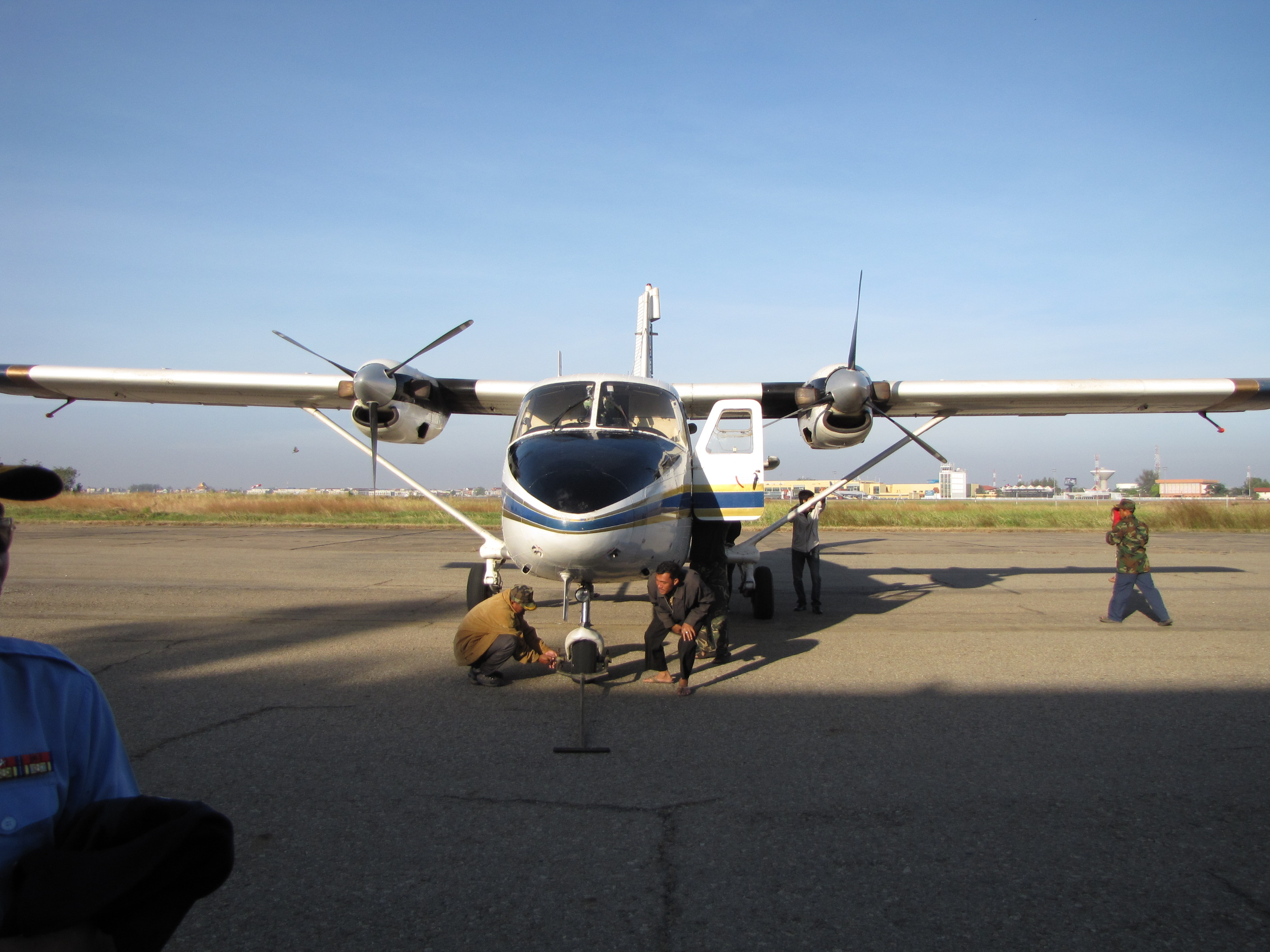
Kambodžský Harbin Y-12.

Kambodžské královské letectvo (kambodžsky កងទ័ពឤកាសខេមរភូមិន្ទ) je letecká složka ozbrojených sil Kambodže. 

## Letadla
Tabulka obsahuje přehled letecké techniky Kambodžského letectva podle Flightglobal.com.
| Název                          | Původ                          | Určení                         | Verze                          | Ve službě                      | Poznámky                                                |                                |
| Dopravní a transportní letouny | Dopravní a transportní letouny | Dopravní a transportní letouny | Dopravní a transportní letouny | Dopravní a transportní letouny | Dopravní a transportní letouny                          | Dopravní a transportní letouny |
| ------------------------------ | ------------------------------ | ------------------------------ | ------------------------------ | ------------------------------ | ------------------------------------------------------- | ------------------------------ |
| Britten-Norman Islander        | Spojené království             | lehký transportní letoun       | BN-2                           | 1                              |                                                         |                                |
| Harbin Y-12                    | Čínská lidová republika        | lehký transportní letoun       |                                | 2                              |                                                         |                                |
| Xian MA60                      | Čínská lidová republika        | lehký dopravní letoun          | MA60H-500                      | 2                              |                                                         |                                |
| Vrtulníky                      |                                |                                |                                |                                |                                                         |                                |
| Eurocopter AS 350              | Francie                        | lehký užitkový vrtulník        |                                | 1                              |                                                         |                                |
| Eurocopter AS 355              | Francie                        | užitkový vrtulník              |                                | 1                              |                                                         |                                |
| Mil Mi-8/Mi-17                 | Sovětský svaz/Rusko            | transportní vrtulník           |                                | 5                              |                                                         |                                |
| Harbin Z-9                     | Čínská lidová republika        | víceúčelový vrtulník           |                                | 9                              | Čínská licenční varianta typu Eurocopter AS 365 Dauphin |                                |